# Joe Kleerekooper
Juda (Joe) Kleerekooper (Amsterdam, 1 oktober 1892 – Sobibór, 28 mei 1943) was een Nederlandse biljarter. Hij nam tussen de seizoenen 1930–1931 en 1936–1937 deel aan vier nationale kampioenschappen driebanden in de ereklasse.

## Titels
- Nederlands kampioen Ankerkader 45/2 (4x): 3e klasse 1924–1925, 1928–1929, 1930–1931, 1932–1933

## Deelname aan Nederlandse kampioenschappen in de Ereklasse
| Nr. | Kampioenschap        | Plaats    | Klassering | Alg. gemiddelde |
| --- | -------------------- | --------- | ---------- | --------------- |
| 1.  | Driebanden 1930–1931 | Haarlem   | 8e         | 0,397           |
| 2.  | Driebanden 1931–1932 | Amsterdam | 5e         | 0,544           |
| 3.  | Driebanden 1932–1933 | Amsterdam | 6e         | 0,500           |
| 4.  | Driebanden 1936–1937 | Amsterdam | 7e         | 0,508           |